# Grad
 Ovo je glavno značenje pojma Grad. Za druga značenja pogledajte Grad (razdvojba).
Grad (lat. urbs, prasl. *gordъ, polj. gród) je relativno veliko i stalno naselje u kojemu većina stanovništva živi od industrije, trgovine i uslužnih djelatnosti za razliku od sela na kojemu je većina gospodarske djelatnosti zasnovana na poljoprivredi.
Između uobičajena značenja riječi grad i onoga u upravnoj uporabi postoji bitna razlika koja često dovodi do zabuna i nesporazuma. Mnogi gradovi imaju zaseban upravni, pravni ili povijesni status temeljen na mjesnom zakonu. Zato se ponegdje za ovo drugo značenje rabi izraz upravni grad.
Gradovi općenito imaju razvijene sustave zdravstva, infrastrukture, uporabe zemljišta, stanovanja, urbanizma i prijevoza.
Gradovi također imaju odvojena industrijska, trgovačka i stambena područja. Gradovi s više od milijun stanovnika su velegradovi. Grad velik površinom i/ili brojem stanovnika postaje metropolis (primjerice Shanghai), a jednom kad se raširi do susjednog grada i spoji se s njim postaje megalopolis (poput Tokija i Yokohame). Gradovi rastu i razvijaju se noseći sa sobom prednosti i mane. Prednosti uključuju: smanjene troškove transporta, razmjenu dobara i ideja, dijeljenje prirodnih resursa, neograničen pristup tržištu, a kasnije razvojem i pogodnosti poput vodovoda i kanalizacije. Mane su pak: smanjenje stambenoga prostora, porast kriminala svih vrsta, povećana smrtnost, povećani troškove života i zagađenje.
Gradove od negradskih naselja razlikuje veća i razgranatija mreža lokalne vlasti, s gradonačelnikom, gradskim vijećem i nizom gradskih ureda s različitim nadležnostima. Gradovi često naplaćuju posebne poreze (prireze) i takse (hranu ili druge potrepštine kojima se može trgovati) da bi se namirila gradska vlast. Ta gradska vlast mogla je biti temeljena na religiji, nasljednome pravu, vojnoj moći, općekorisnim projektima (primjerice izgradnja kanala), poljoprivredi i raspodjeli hrane, zemljoposjedništvu, manufakturi, trgovini, financijama ili spoju navedenoga.

## Organizacija prostora
Grad, kao najveća čovjekova tvorevina ujedno je i najsloženija kompozicija oblika (volumen zgrada, kuća, svega sagrađena) u prostoru (ulice, trgovi, avenije, bulevari, dvorišta i parkovi). Tek u njihovom jedinstvu i skladu postiže se najveća vrijednost grada.	
Brojni su razlozi za osnivanje grada, ali temeljni je potreba da velik broj ljudi živi na malenu prostoru što zahtijeva razvijenu organizaciju života. Grad ima vodeću ulogu u povijesti i razvoju ljudskih zajednica jer on udovoljava nizu potreba pojedinca i društva. Najvažnije su funkcije grada: stanovanje, rekreacija, industrija i promet. S industrijskom revolucijom pojavljuje se i velegrad. Složeni organizmi gradova s brojnim namjenama (stanovanje, proizvodnja, trgovina, društvene funkcije, sakralne i profane, komunikacije itd.) spomenici su međuovisnosti i sustvaralaštva svih likovnih umjetnosti – arhitekture, skulpture i slikarstva, parkogradnje i mostogradnje.
Po organizaciji prostora (urbanizacija) postoje dva različita tipa gradova: organički i geometrijski oblik.
Organički oblik uglavnom ima ulice u koncentričnim krugovima ili elipsama (takvi su obično gradovi na brijegu jer ulice povezuju sve točke iste nadmorske visine). Takvi su gradovi nastali u pretpovijesti ili srednjem vijeku (primjer su istarski gradovi: Labin, Buje, Motovun…)
Geometrijski oblik ima ulice sijeku pod pravim kutom, a unutar te mreže nalaze se otoci (lat. insulae) stambenih četvrti u obliku kvadrata ili pravokutnika. Takvi su gradovi obično u nizinama, antičkoga podrijetla (poput Poreča, Raba, Zadra i drugih), a takvoj shemi vraćaju se urbanisti svih razdoblja.

## Gradovi u Hrvatskoj
Prema Zakonu o lokalnoj i područnoj (regionalnoj) samoupravi koji je donio Hrvatski sabor na sjednici 6. travnja 2001. godine (članak 5):
Grad je jedinica lokalne samouprave u kojoj je sjedište županije te svako mjesto koje ima više od 10 000 stanovnika, a predstavlja urbanu, povijesnu, prirodnu, gospodarsku i društvenu cjelinu. U sastav grada kao jedinice lokalne samouprave mogu biti uključena i prigradska naselja koja s gradskim naseljem čine gospodarsku i društvenu cjelinu te su s njim povezana dnevnim migracijskim kretanjima i svakodnevnim potrebama stanovništva od lokalnog značenja.
Iznimno, gdje za to postoje posebni razlozi (povijesni, gospodarski, geoprometni), gradom se može utvrditi i mjesto koje ne zadovoljava uvjete iz stavka 1. ovoga članka.
U pravilu grad kao jedinica lokalne samouprave ne poklapa se s naseljem po kojem je nazvan. Zato se, primjerice, u Leksikonu naselja Hrvatske česte definicije poput one Belog Manastira: naselje u istoimenom Gradu Osječko-baranjske županije. U tom leksikonu, kad se misli na grad kao jedinicu lokalne samouprave, riječ grad piše se velikim početnim slovom, a, kad se misli na glavno (gradsko) naselje u takvoj jedinici lokalne samouprave, riječ se piše malim početnim slovom, primjerice: Dijelovi su grada: Beli Manastir-Planina, Haljevo, Palača i Sudaraš. Naselja u Gradu: Beli Manastir, Branjin Vrh, Šećerana i Šumarina.
U Zakonu o lokalnoj i područnoj (regionalnoj) samoupravi govori se i o mjestima (ili naseljenim mjestima), ali i o gradskom naselju (kad se misli na glavno naselje u gradu) i prigradskim naseljima koja pripadaju nekom gradu. Leksikon naselja Hrvatske dosljedno sva naseljena mjesta naziva naseljima. To je i opravdano jer naselja koja pripadaju nekim gradovima nikako nisu prigradska naselje (poput naseljā koja pripadaju gradovima Belišću ili Valpovu).

## Zanimljivosti
- Vinkovci su najstariji kontinuirano naseljeni grad u Europi (kontinuirano naseljen 8200 godina).[1]
- Hum se često navodi kao najmanji grad na svijetu.

## Galerija
- Montague na istoimenoj rijeci, Prince Edward Island, Kanada
- New Liskeard, danas dio grada Temiskaming Shores, Ontario, Kanada
- Helsinki, Finska
- Keflavik, Island
- Akureyri, lučki grad na Islandu
- Tokio, Japan
- Yokohama, Japan
- Kochi na rijeci Kagami, Japan
- Valencia, Venezuela
- Doha, Katar
- Most Kirya, Tel Aviv, Izrael
- Katmandu, Nepal
- Nuuk, Grenland
- Szczecin, lučki grad u Poljskoj

## Vanjske poveznice
- grad Hrvatska tehnička enciklopedija, portal hrvatske tehničke baštine. LZMK